# Yvon Bellemare
Pour les articles homonymes, voir Bellemare.
 (février 2025).
Si vous disposez d'ouvrages ou d'articles de référence ou si vous connaissez des sites web de qualité traitant du thème abordé ici, merci de compléter l'article en donnant les références utiles à sa vérifiabilité et en les liant à la section « Notes et références ».
Yvon Bellemare, né le 3 juin 1954 à Shawinigan en Mauricie, dans la province de Québec au Canada, est un musicien pianiste de jazz, compositeur, arrangeur musical, orchestrateur, directeur artistique de chanteurs, d'artistes, et de spectacles (notamment pour des d'événements de téléthons visant à recueillir des fonds pour une œuvre caritative), et enseignant de musique.

## Biographie

### Début de carrière (1970-1999)

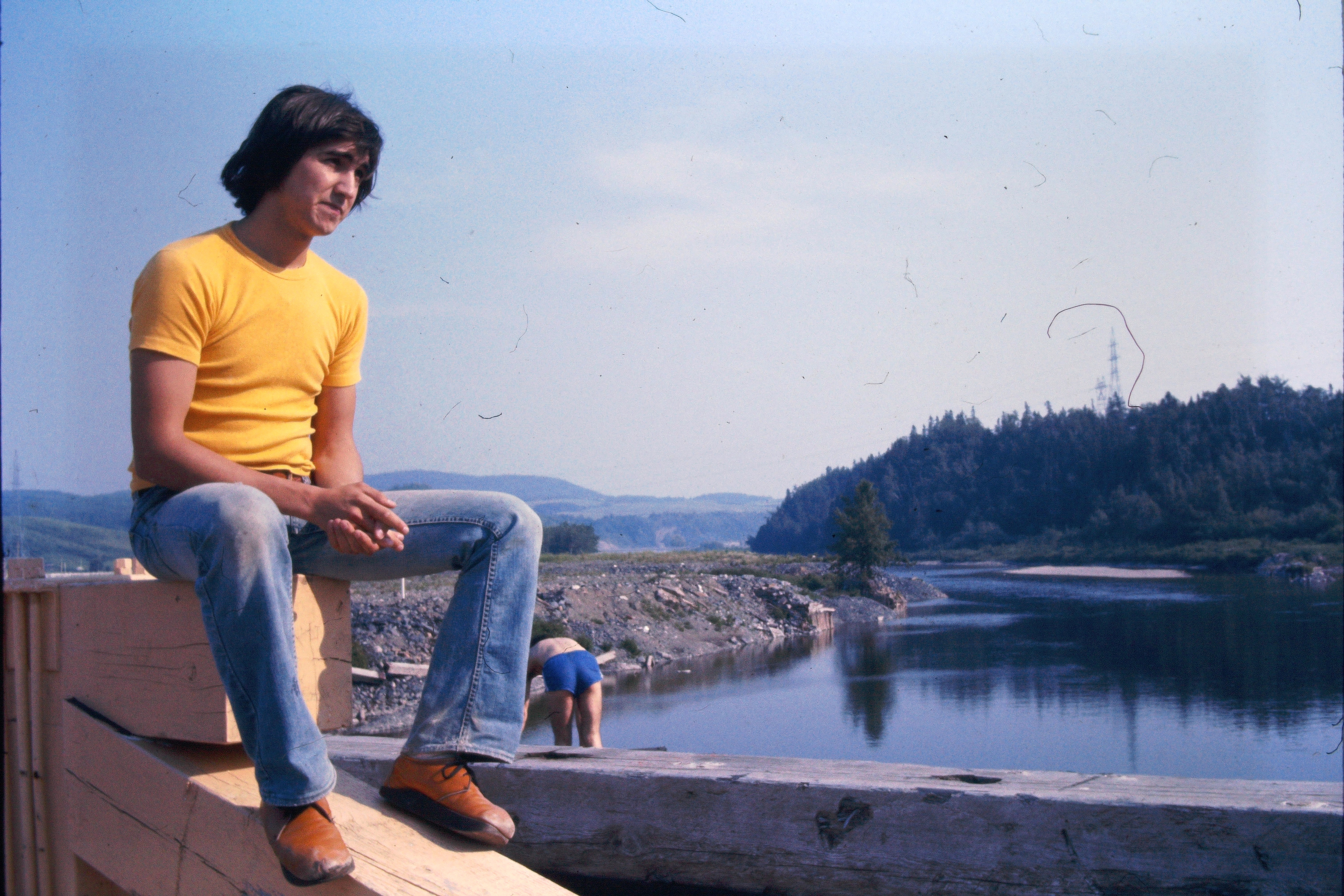
Le jazzman Yvon Bellemare dans les années 70. Photo @Paul Gendron

Dans les années 1970, Yvon Bellemare s'est d'abord produit en sa qualité de pianiste avec un groupe de musiciens dénommé «Tempo» (Paul Gendron bassiste, Luc Bernard keyboards, Gaston Lemieux batterie, et Michel Poulin chanteur). Leur répertoire musical consistait principalement en du jazz pop, combinant des éléments de jazz et de musique pop. Le répertoire du groupe comportait des chansons de Stevie Wonder et de Gino Vannelli. Après avoir réalisé des spectacles en Mauricie, ils ont effectué une tournée en Gaspésie. 

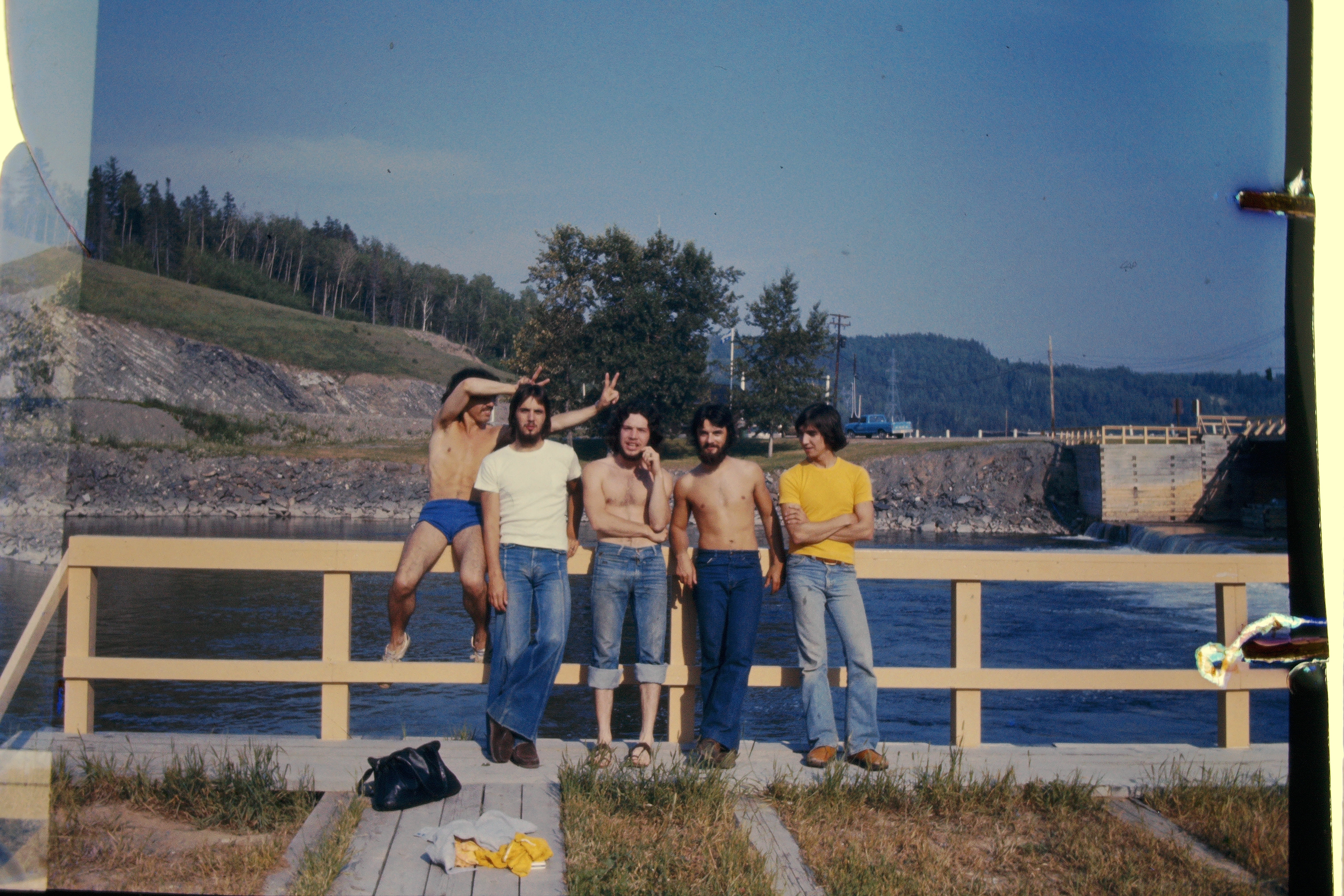
Groupe Tempo années 70 (Luc Bernard, Paul Gendron, Gaston Lemieux, Michel Poulin, Yvon Bellemare) Photo @Paul Gendron

Yvon a effectué de nombreux concerts de jazz avec Daniel Hubert, contrebassiste. Les deux musiciens ont rencontré le groupe « Les Séguin », un duo musical québécois actif entre 1971 et 1976, composé des jumeaux Marie-Claire et Richard Séguin.
Les jumeaux Séguin se sont séparés en 1979 et ils ont entrepris leurs carrières solo respectives. Yvon a d'abord accompagné Marie-Claire en spectacles. Puis, Yvon Bellemare et Daniel Hubert ont collaboré avec Richard Séguin, en contribuant en 1980 à la création de son second album solo, Trace et contraste, que Yvon a signé à titre de co-auteur avec Richard Séguin et Lucile Durand. La musique de cet album est de Alain Grooven, Christian Beaudoin, Gilles Beaudoin, Richard Séguin et Yvon Bellemare (B1, B2), de même que Daniel Hubert à la contrebasse.
Les chansons de l'album Trace et contraste (A CAPELLA AC 117) sont: La danse du monde; Ti-Homme; Oh! Mayou soleil; Le bout du fil; Ballade à donner.
En 1991, Richard Séguin et son équipe de musiciens, incluant Yvon Bellemare, prennent la route pour un périple de tournée aux quatre coins du Québec, dont témoignent un document vidéo intitulé Sous un ciel immense. Les musiciens ayant obtenu un certain succès, la tournée de spectacles a été étendue à l'extérieur du Canada, notamment à New York aux États-Unis, et à Paris en France.
De 1995 à 1997, Yvon s'est produit en concert tous les mercredis soir au Nord-Ouest-Café de Trois-Rivières avec les musiciens Pierre Messier, Ian Peterson et François Boutin. Installé au centre-ville depuis une trentaine d'années, ce commerce a fermé ses portes en raison de la pénurie de main d'oeuvre, et a été vendu à deux hommes d'affaires de la région en 2023.
Yvon Bellemare a initié ensuite une collaboration qui s'est déployée sur une décennie avec Nanette Workman, chanteuse et actrice américaine. En 1999, Yvon a contribué à l'album Changement d'adresse avec Nanette Workman.
Yvon s'est envolé pour l'Italie en 1999, accompagné de plusieurs musiciens, pour collaborer à l'enregistrement de l'album Mamma Non Piangere, pour le chanteur italien Luca Ghielmetti. 

## Enseignement et suite de sa carrière (2000 à aujourd'hui)

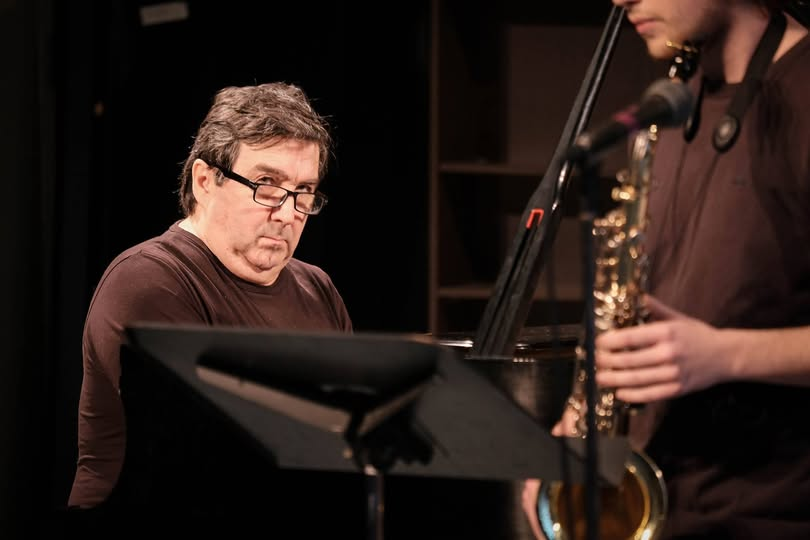
Yvon Bellemare et Étienne Thivierge au Département de musique du Cégep de Trois-Rivières

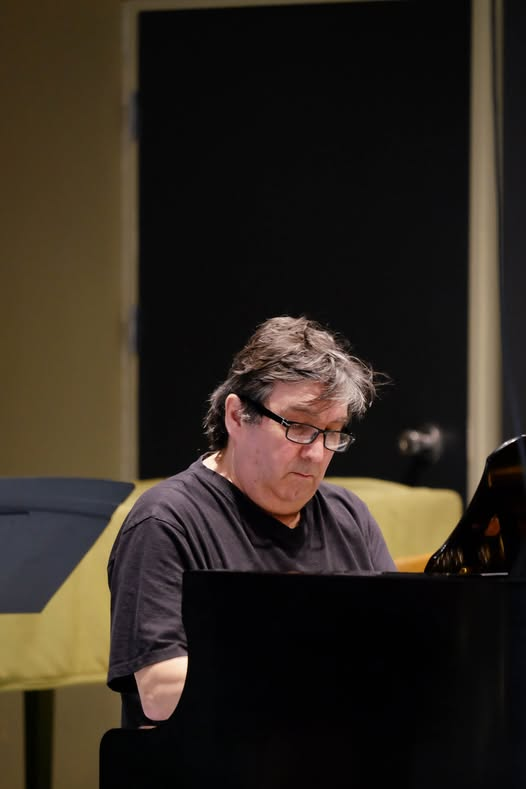
Yvon Bellemare enseignant au Département de musique du Cégep de Trois-Rivières

À partir de 1996 (jusqu'en 2020), Yvon Bellemare a été recruté à titre d'enseignant de plusieurs disciplines à l'École de musique de l'Université de Sherbrooke: piano, ensembles de jazz, improvisation, ateliers d'accompagnement, formation auditive et harmonie jazz. Il a également enseigné la musique au Cégep de Trois-Rivières. 
En 2003, (jusqu'en 2019), Yvon Bellemare devient directeur artistique au Téléthon Noël du pauvre, le plus vieux téléthon en Amérique du Nord. Il s'agit d'un événement annuel visant à recueillir des fonds pour une œuvre caritative. Les fonds amassés sont distribués aux plus démunis. L'événement se déroule généralement à la Salle J.A. Thomson de Trois-Rivièreset est télédiffusé sur les ondes de Radio-Canada. Ce téléthon a été également présenté en webdiffusion à compter de 2017.
Yvon est arrivé dans l'équipe à un moment charnière où le téléthon a tragiquement perdu son pilier : en novembre 2003, l'abbé Roland Leclerc est décédé dans un tragique accident d'automobile. Au Téléthon Noël du Pauvre, le travail en amont de préparation s'effectuait à chaque année du mois d'octobre à décembre. Yvon préparait les prestations des artistes en effectuant lui-même les partitions et l'orchestration pour les musiciens de son équipe. Yvon a su s'entourer de musiciens solides et versatiles, notamment Sébastien Dufour, Jacques Livernoche, Roger Hubert, Jean-François Martel et des choristes Élyse Béchard, et Pascal Caron. Dans le cadre du Téléthon du Noël du Pauvre, le 5 décembre 2014, Yvon Bellemare a accompagné un duo professionnel unique dans l'histoire de l'art lyrique du Québec composé de la mère Marielle Fortier-Landry, soprano et de son fils Pierre-Marc Fortier-Landry, ténor.
Au cours de sa carrière professionnelle, Yvon a partagé la scène avec plusieurs figures de proue de la scène musicale québécoise, telles que Nanette Workman, Richard Séguin, André-Philippe Gagnon, Jean-Pierre Ferland, Ginette Reno, Kevin Parent, Bruno Pelletier, Lara Fabian, Grégory Charles, Elvis Lavoie, etc. De plus, il a été directeur artistique pour la majorité d'entre eux.
Le 8 mai 2012, Yvon Bellemare a participé en tant que pianiste au concert Combo Jazz 2, On a Green Dolphin Street Drums, avec Vincent Bussiere-Lavallée, Charles Gauthier Ouellette, Samuel Ferron et Jérémy Pagé.
Il s'est produit à d'innombrables reprises au café-bar Zénob de Trois-Rivières, notamment avec Jeremy Page guitare, Cantaloupe Island (Herbie Hancock) 1964, le 13 mai 2022, dans le cadre de la fin de D.E.C. du programme de musique du Cégep de Trois-Rivières.
En 2015, Yvon a poursuivi sa collaboration avec Nanette Workman pour réaliser L'album Noël. Celui-ci est accessible sur iTunes et d'autres plateformes numériques. Il l'a accompagnée à l'émission télévisée Belle et Bum de Télé-Québec.
En 2017, Yvon Bellemare a formé un trio de jazz pop avec les musiciens David Bellemare saxophoniste, compositeur et arrangeur et enseignant au Cégep de Saint-Laurent, David faisait partie des musiciens collaborant avec Nanette Workman, et Denis Croteau guitariste. Les partenaires musiciens se sont livrés à une véritable improvisation à trois. Ils se sont produits au cabaret  du Casino de Montréal.
La chanteuse Nanette Workman a déclaré d'un ton enjoué en 2018: « Je répète avec Yvon Bellemare, un grand pianiste de jazz. C'est lui qui m'accompagnera à Chicoutimi ». Lors de ce rendez-vous avec l'Orchestre symphonique du Saguenay-Lac-Saint-Jean, Nanette Workman a repris des airs de Gershwin et Cole Porter, un classique d'Ike et Tina Turner, en plus de ses propres succès et plusieurs autres pièces. Le spectacle a eu lieu au Théâtre Banque Nationale de Chicoutimi à la faveur d'un événement intitulé Jazz et blues symphonique. Cela a marqué la fin de la saison des grands concerts de cet orchestre, tout en faisant partie de la programmation du Festival jazz et blues de Saguenay. Nanette Workman a affirmé que « jouer avec un orchestre était grandiose ». « Ça change d'un band de quatre musiciens. J'aime les instruments, les arrangements ». En 2010, Nanette et Yvon ont également collaboré ensemble dans le cadre d'un concert symphonique avec le Grand Orchestre symphonique de la Mauricie.
De plus, l'Université de Sherbrooke a organisé de nombreux concerts de trio jazz, impliquant Yvon Bellemare au piano, David Gelfand à la contrebasse et Marc Bonneau à la batterie. David Gelfand est contrebassiste de Vic Vogel depuis 1981. Il a accompagné plusieurs grandes étoiles du jazz et de la pop. Marc Bonneau a franchi les planches du Festival international de jazz de Montréal dans les années 90. Il a été directeur artistique du chanteur Gino Vannelli.
Pendant plus de quatre décennies, Yvon Bellemare a joué de la musique avec d'innombrables musiciens, tels que Réjean Bouchard guitariste (entre autres dans le cadre du disque de Luca Ghielmetti, Mamma Non Piangere), Sylvain Martel batteur, Luc Bernard vibraphone, Sylvain Jalbert batterie, André Chiasson saxophoniste, Pierre Messier. Yvon a également accompagné Jean Laprise, poète et artiste polyvalent, dans plusieurs de ses spectacles. Yvon a effectué d'innombrables concerts et de fréquents spectacles, en plus de voyager dans le cadre de tournées au Québec et à l'étranger.

## Retour sur scène
Après avoir lutté pendant trois années suite un incident de santé, à l'initiative du batteur Pierre Messier avec qui il avait formé un groupe en 1995, Yvon Bellemare effectue un concert de jazz retour sur scène le 2 mars 2025 au Zénob de la rue Bonaventure à Trois-Rivières. Les musiciens PIere Messier batteur, Jean-François Martel bassiste, et François Boutin trompettiste, l'accompagnent.

## Style
Yvon a développé un répertoire musical étendu, collaborant notamment avec une panoplie de chanteurs interprètes conviés au Téléthon du Noël du pauvre. Parmi les quelque 40 sous-genres de jazz, celui de Yvon s'inspire du jazz-pop idiom, acoustic jazz, acid jazz, ethno jazz. Lorsqu'il s'est produit en concert, les pièces interprétées savamment choisies provenaient de musiciens ayant marqué l'univers du jazz: Bill Evans, reconnu pour avoir contribué au succès du mémorable album Kind of blue de Miles Davis; McCoy Tyner, ayant évolué auprès du saxophoniste international John Coltrane; et Jaco Pastorius, considéré comme l'un des plus grands bassistes de tous les temps.
Plusieurs des élèves auxquels Yvon a enseigné se distinguent dans le monde musical: Étienne Thivierge, saxophoniste et enseignant de musique au Cégep de Trois-Rivières ; Rafael Zaldivar pianiste, interprète et compositeur de jazz, directeur artistique et professeur d'université; Daniel Quirion pianiste au sein du groupe Cosmophone; Alex Mc Mahon claviériste et arrangeur; Emilie Buttazzonni dont le quartet offre un répertoire constitué de compositions de jazz moderne et de reprises arrangées.

## Impact
L'album Trace et contraste co-signé avec Richard Séguin et et Lucile Durand a reçu de nombreux prix, dont trois au Festival de Spa pour Chanson pour durer toujours.
Richard Séguin a été nommé en 1991 au Gala de l'ADISQ, interprète masculin de l'année, microsillon de l'année / auteur compositeur interprète, pour l'album Trace et contraste. Plusieurs chansons de Richard Séguin s'avèrent des Classiques de la SOCAN (entendues plus de 25 000 fois à la radio). Richard Séguin est considéré comme l'un des chanteurs les plus populaires de sa génération, ayant décroché 14 trophées Félix.
En 2010, une seconde chanson de l'album Trace et contraste, dont Yvon Bellemare est reconnu à titre de compositeur, a été reprise par la chanteuse Luce Dufault: la Ballade à donner. Son album éponyme lui vaudra quatre nominations à l'ADISQ.
Plusieurs chanteurs interprètes ont repris la Chanson pour durer toujours: en 2019, Bruno Pelletier lors d'un concert avec l'Orchestre symphonique de Longueuil.
En 2023, le quatuor vocal québécois Tocadéo a célébré son 15e anniversaire avec la sortie d'un huitième album intitulé Chansons pour durer toujours. Cela rendait hommage à la chanson francophone en reprenant certains des plus grands succès créés par des artistes du Québec et de la francophonie canadienne.
La Chanson pour durer toujours figure en 2024 dans l'album Le soir tombe (compositeurs Nanette Workman, Yvon Bellemare, et parolier Serge Fiori) du chanteur Renaud Hantson. Son mentor Michel Berger, rencontré à l'époque de la seconde version de Starmania, affirmait que Renaud Hantson ' s'avérait le meilleur chanteur de sa génération ', Son choix des chansons reprises et arrangements à la fois vocaux et musicaux dans cet album renforcent cette révélation.

## Discographie
| Année | Artiste                                         | Titres                                                         | Détails |
| ----- | ----------------------------------------------- | -------------------------------------------------------------- | --- |
| 1980  | Avec Richard Séguin                             | Trace et Contraste                                             | signé par le trio de compositeurs Yvon Bellemare et Lucile Durand, (A CAPELLA AC 117), incluant Chanson pour durer toujours, et Ballade à donner |
| 1981  | Avec Michel Burton                              | Patricia Shake It Baby                                         | MB-13, dont Yvon Bellemare est arrangeur musical |
| 1990  | Avec Nanette Workman                            | Changement d'adresse                                           | CBS DIsques, Synth, Piano Yvon Bellemare |
| 1999  | Avec Luca Ghielmetti                            | Mamma Non Piangere                                             | Zanfonia ZSP011 (CD, Single, Promo, Slim Case) Piano Yvon Bellemare |
| 2009  | Benoit Gagnon                                   | Chanson pour durer toujours                                    | interprétée par Benoît Gagnon |
| 2010  | Luce Dufault                                    | Ballade à donner, album Luce Dufault                           | par Disques Lunou, paru le 2010-02-09 dont Yvon Bellemare est oompositeur |
| 2010  | Avec Jeanne-Mance Cormier                       | Album La Chanson de l'handicapé                                | JMC-030, dont Yvon Bellemare est pianiste |
| 2011  | Geneviève Jodoin                                | Chanson pour durer toujours, de l'album Amis Chemin            | Un album dont Yvon Bellemare est compositeur |
| 2012  | Avec Nanette Workman                            | Georgia On My Mind, de l'album Just Getting Started            | Les Disques Bros BROS 11101, Yvon Bellemare est arrangeur musical et pianiste https://www.discogs.com/release/3393631-Nanette-Workman-Just-Gettin-Started                                                                                             |
| 2012  | Louise Forestier                                | Chanson pour durer toujours                                    | Festival en chanson de Petite-Vallée: 30 ans vol.1 ℗ 2012 Productions de l'onde paru le: 2012-06-19. Artiste principale: Louise Forestier Compositeur: Richard Séguin Compositeur: Yvon Bellemare Parolier: Louky Bersianik                           |
| 2012  | Richard Séguin                                  | Chanson pour durer toujours                                    | Remix de Richard Séguin dont Yvon Bellemare est compositeur |
| 2015  | Avec Nanette Workman                            | L'album Noël                                                   | Piano Yvon Bellemare (accessible sur iTunes et autres plateformes numériques) |
| 2019  | Bruno Pelletier                                 | Chanson pour durer toujours                                    | Orchestre symphonique de Longueuil dont Yvon Bellemare est compositeur |
| 2022  | Dominic Lafond                                  | Chanson pour durer toujours (Live) Plaisirs coupables 2 (Live) | Sorti le 2022-09-18 Compositeur: Richard Séguin, Compositeur: Yvon Bellemare, Parolier: Louky Bersianik Dominic Lafond a été candidat de l'émission télévisée La Voix (références,)                                                                   |
| 2023  | Quatuor Tocadéo                                 | Album intitulé Chansons pour durer toujours                    | Ce qui inclut la Chanson pour durer toujours dont Yvon Bellemare est compositeur |
| 2024  | Renaud Hantson                                  | Chanson pour durer toujours, de l'album Le Soir Tombe          | Sorti le 2024-11-01 Compositeur: Nanette Workman, Compositeur: Yvon Bellemare, Parolier: Serge Fiori |
| 1998  | Avec Ranee Lee, Nanette Workman et John Labelle | Concert Hommage à Gershwin                                     | Concert hommage à Gershwin - Ranee Lee, N. Workman - Captation - CDA104438-B, avec Yvon Bellemare au piano, diffusé en direct de la salle Pierre-Mercure du Centre Pierre-Péladeau à Montréal à l'occasion du centenaire de naissance George Gershwin |
| 2005  | Avec la chanteuse Lily Maxime                   | Album Chanter même si                                          | Elle a choisi 2 complices de longue date, les pianistes et mélodistes Pierre Blais et Yvon Bellemare, et s'est entourée de11 musiciens de jazz, pour signer 12 des 14 chansons de son CD                                                              |